# Arthur B. McDonald
Arthur Bruce McDonald (North Sydney, 29 d'agost de 1943) és un físic canadenc i el Director del Institut Sudbury d'Observació del Neutrí (SNOLAB). També és catedràtic del Gordon and Patricia Gray Chair d'Astrofísica de Partícules a la Universitat de Queen a Kingston, Ontario. El 2015 se li va concedir el premi Nobel de Física, juntament amb Takaaki Kajita.

## Vida primerenca
Nascut a Sydney, Nova Escòcia, McDonald es va graduar amb un Bachelor of Science en Físiques el 1964 i un Master of Sciencie en Físiques el 1965 a la Universitat de Dalhousie a Nova Escòcia. Va completar el seu Ph.D. en Físiques a l'Institut Tecnològic de Califòrnia.

## Carrera acadèmica
McDonald va treballar com a oficial de recerca en els laboratoris nuclears de Chalk River, al nord-oest d'Ottawa, de 1970 a 1982. Es va convertir en professor de física a la Universitat de Princeton de 1982 fins a 1989, per després unir-se a la Universitat de Queen. Actualment és catedràtic d'investigació de la Universitat de Queen i membre del consell del Perimeter Institute for Theoretical Physics.

## Recerca
Els físics han estat investigant si els neutrins tenen massa o no. Des de finals de la dècada de 1960, els experiments han mostrat que podrien tenir massa. Els models teòrics del Sol prediuen que els neutrins s'han de fer en xifres sorprenents. Els detectors de neutrins a la Terra han vist menys que els que s'esperava. Atès que els neutrins venen en tres varietats (electró, muó i neutrins tau), i que els detectors de neutrins solars han estat principalment sensibles només a neutrins electrònics, l'explicació preferida en els últims anys és que els "desapareguts" neutrins havien canviat, o oscil·lat, en una varietat per a la qual els detectors tenien poca o cap sensibilitat. I si un neutrí oscil·la, segons les lleis de la mecànica quàntica, llavors ha de tenir una massa.
L'agost de 2001, una col·laboració en l'Sudbury Neutrino Observatory (SNO), una instal·lació de detectors situada a 2.100 metres sota terra en una mina als afores de Sudbury, Ontario, liderada per McDonald, va registrar amb observació directa que els electró neutrins del sol realment eren oscil·lants en les varietats de muó i neutrins tau. SNO va publicar el seu informe el 13 d'agost 2001, a la revista Physical Review Letters, sent considerat un resultat molt important. Arthur McDonald i Yoji Totsuka ser guardonats amb la Medalla de Física Benjamin Franklin el 2007 "per descobrir que els tres tipus coneguts de partícules elementals anomenades neutrins canviaven unes dins unes altres quan es desplacen sobre distàncies llargues suficients, i que els neutrins tenen massa".

## Honors i premis
- 2006: Orde del Canadà[8]
- 2009: Membre de la Royal Society de Londres[1]
- 2011: premiat amb la medalla Henry Marshall Tory per la Royal Society del Canadà.[9]
- 2015: Premi Nobel de Física conjuntament amb Takaaki Kajita per la descoberta de l'Oscil·lació de neutrins, que mostra que el neutrí té massa.[10]